# ئی‌ام‌دی جی‌تی۴۶پی‌ای‌سی
ئی‌ام‌دی جی‌تی۴۶پی‌ای‌سی (انگلیسی: EMD GT46PAC) یک لوکوموتیو دیزلی ساخت شرکت جنرال موتورز الکترو-موتیو دیویژن و دیزل لوکوموتیو وورکز (هند) است.
این لوکوموتیو دارای ۱۶ سیلندر و ۴۰۰۰-۴۵۰۰۰ اسب بخار توان خروجی می‌باشد. عمده استفاده این لوکوموتیو در راه‌آهن هند است.

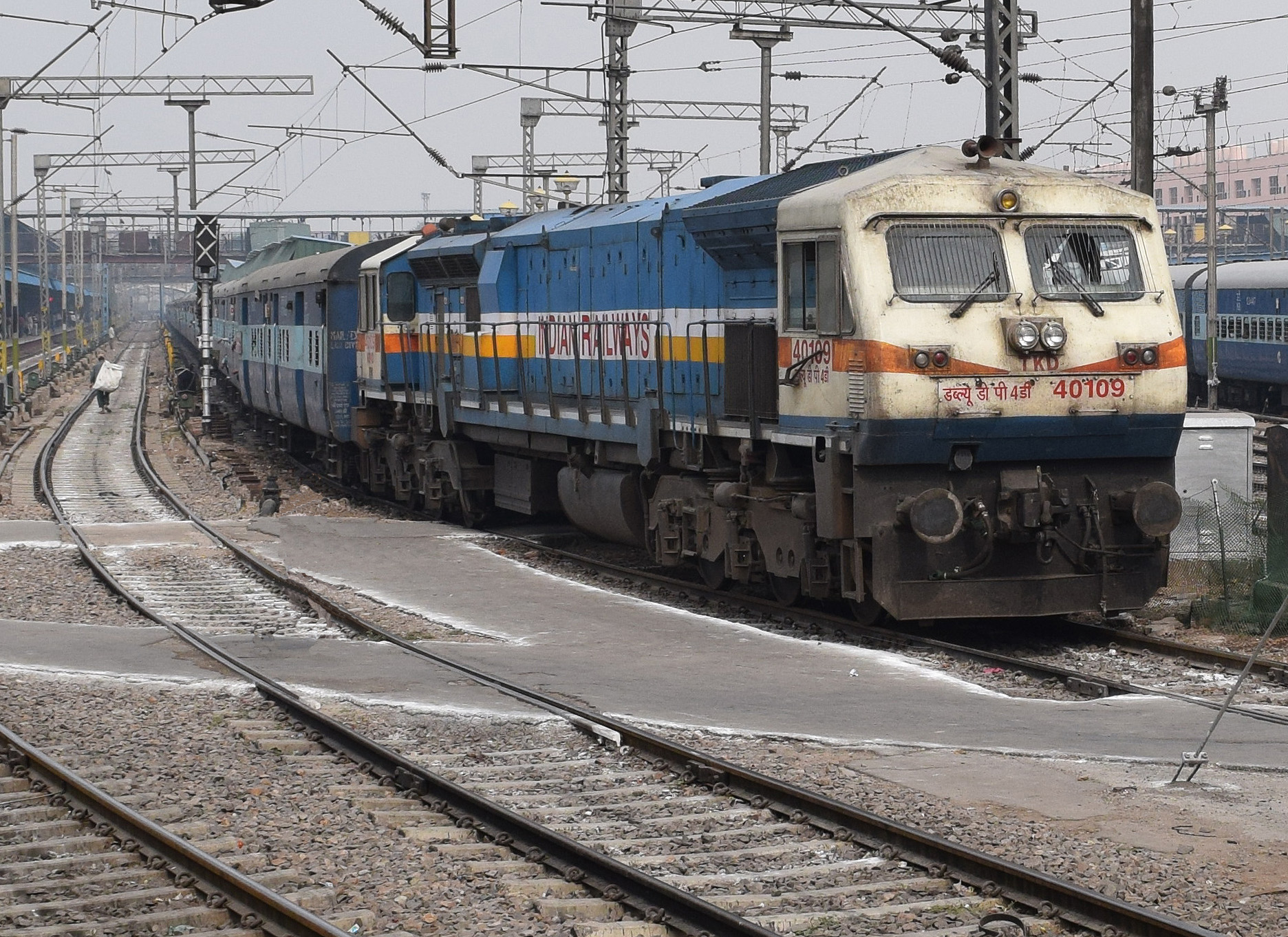